# Operatorassoziativität
Operatorassoziativität bezeichnet vor allem in der Informatik, aber auch Mathematik und Logik die Festlegung, wie komplexere Ausdrücke mit infix-Operatoren, die für zweistellige Operationen stehen, die nicht unbedingt assoziativ sind, zu lesen sind.
Zum Beispiel sind in der Mathematik die Addition und Multiplikation, die üblicherweise mit {\displaystyle +} bzw. {\displaystyle \cdot } notiert werden, assoziative Operationen, es gilt also {\displaystyle (a+b)+c=a+(b+c)} bzw. {\displaystyle (a\cdot b)\cdot c=a\cdot (b\cdot c)}, ebenso wie in der Logik die Konjunktion {\displaystyle (\land )} und Disjunktion {\displaystyle (\lor )}. Hier ist es gleichgültig, ob {\displaystyle a+b+c} als {\displaystyle (a+b)+c} oder als {\displaystyle a+(b+c)} interpretiert wird.
Bei nicht assoziativen Operationen, wie etwa der Subtraktion (infix notiert durch „–“), gilt {\displaystyle a-(b-c)=(a-b)-c} nicht allgemein, und daher muss festgelegt werden, ob Ausdrücke wie {\displaystyle a-b-c} überhaupt erlaubt sind, und, falls sie erlaubt sind, welche Klammerung implizit vorliegen soll. Wird festgelegt, dass „–“ linksassoziativ ist, ist {\displaystyle a-b-c} wie {\displaystyle (a-b)-c} zu interpretieren. Soll „–“ dagegen rechtsassoziativ sein, wäre {\displaystyle a-b-c} wie {\displaystyle a-(b-c)} zu interpretieren.

## Linksassoziative Operatoren
Bei linksassoziativen Operatoren wird implizite Linksklammerung vereinbart
– ein binärer Operator {\displaystyle *} gilt somit als linksassoziativ, wenn die Ausdrücke
| {\displaystyle a*b*c}   | {\displaystyle :=(a*b)*c}                     |
| {\displaystyle a*b*c*d} | {\displaystyle :={\bigl (}(a*b)*c{\bigr )}*d} |
| etc.                    |                                               |
wie gezeigt zu lesen sind. Beispiele für linksassoziative Operatoren sind:
| - Subtraktion, „–“:                                                            | {\displaystyle a-b-c}                     | {\displaystyle =(a-b)-c}                                                             |
| - Division, „:“, „/“:                                                          | {\displaystyle a:b:c}                     | {\displaystyle =(a:b):c}                                                             |
|                                                                                | {\displaystyle a\div b\div c}             | {\displaystyle =(a\div b)\div c}                                                     |
|                                                                                | {\displaystyle a/b/c}                     | {\displaystyle =(a/b)/c}                                                             |
| Jedoch: Bei waagerechten Bruchstrichen bindet der kürzere Bruchstrich stärker: |                                           |                                                                                      |
|                                                                                | {\displaystyle {\frac {a}{\frac {b}{c}}}} | {\displaystyle ={\frac {a}{{\bigl (}{\frac {b}{c}}{\bigr )}}}={\frac {a\cdot c}{b}}} |
|                                                                                | {\displaystyle {\frac {\frac {a}{b}}{c}}} | {\displaystyle ={\frac {{\bigl (}{\frac {a}{b}}{\bigr )}}{c}}={\frac {a}{b\cdot c}}} |

- Funktionsanwendung durch Juxtaposition in vielen Programmiersprachen, u. a. Haskell:

f x y z = ((f x) y) z.

## Rechtsassoziative Operatoren
Umgekehrt liegt bei rechtsassoziativen Operatoren {\displaystyle *} implizite Rechtsklammerung vor, so dass gilt:
| {\displaystyle x*y*z}   | {\displaystyle :=} | {\displaystyle x*(y*z)}     |
| {\displaystyle w*x*y*z} | {\displaystyle :=} | {\displaystyle w*(x*(y*z))} |
| etc.                    |                    |                             |
Beispiele für rechtsassoziative Operatoren sind:
- Die Potenzierung: {\displaystyle x^{y^{z}}:=x^{(y^{z})}}, denn {\displaystyle (x^{y})^{z}} wäre einfach {\displaystyle x^{yz}}.
Achtung: Taschenrechner werten Eingaben der Form x ^ y ^ z gleichwohl in der Regel linksassoziativ, also so aus, als ob sie in der Form (x ^ y) ^ z eingegeben worden wären – bei Ausdrücken dieser Form muss daher die Rechtsassoziativität der Potenzierung stets mittels eigener Klammersetzung erzwungen werden: x ^ (y ^ z).
- Die Subjunktion in der Logik wird von den meisten Autoren rechtssassoziativ verwendet, das heißt, dass {\displaystyle P\rightarrow Q\rightarrow R} als {\displaystyle P\rightarrow (Q\rightarrow R)} zu lesen ist.
- Der Zuweisungsoperator einiger Programmiersprachen, wie C:  x = y = z ist gleichbedeutend mit x = (y = z), das heißt, der Variablen y wird zunächst der Wert von z zugewiesen und erst danach das Ergebnis dieser Zuweisung (also der zugewiesene Wert z) der Variablen x zugewiesen.
- Funktionsanwendung durch infix-$ in Haskell:

f $ g $ h $ x = f $ (g $ (h $ x)).

## Weder, noch
Es kann auch sein, dass Ausdrücke wie {\displaystyle a\bullet b\bullet c} einfach verboten werden, selbst dann, wenn die Operation, für die der Operator {\displaystyle \bullet } steht, assoziativ ist.
So ist zum Beispiel in Haskell der Vergleichsoperator ==, wie auch <=,> usw., in diesem Sinne „nicht-assoziativ“, obwohl die Vergleichsoperation zwischen Booleschen Werten etwa (als Funktion {\displaystyle 2\times 2\to 2}) assoziativ ist.